# Schüpfheim
Schüpfheim (gsw. Schüpfe) – miejscowość i gmina w środkowej Szwajcarii, w kantonie Lucerna, w okręgu Entlebuch.

## Demografia
W Schüpfheimie mieszka 4 258 osób. W 2021 roku 7,1% populacji gminy stanowiły osoby urodzone poza Szwajcarią. 

## Transport
Przez teren gminy przebiega droga główna nr 10. 